# Solter simoni
Solter simoni is een insect uit de familie van de mierenleeuwen (Myrmeleontidae), die tot de orde netvleugeligen (Neuroptera) behoort. 
Solter simoni is voor het eerst wetenschappelijk beschreven door Hölzel in 1981.